# Сквирське шосе (Біла Церква)
Сквирське шосе — вулиця у місті Біла Церква. Має значну протяжність, добре покриття та пролягає поза перевантаженого центру міста; виконує роль об'їзного автошляху у західному напрямку. На вулиці розташовані численні підприємства міста.

## Інфраструктура
- Готель «Візит» (буд. 37А).

## Вищі навчальні заклади
- КВНЗ «Білоцерківський медичний коледж» (буд. 240);
- Білоцерківська філія Університету сучасних знань (буд. 194);
- НЦДЗН Східноєвропейського університету економіки та менеджменту (буд. 260А).

## Промислові об'єкти
- ТОВ «Поліс» (буд. 20);
- ПАТ «ЖЛК-Україна» (буд. 176)[1];
- КП «Білоцерківський домобудівельний комбінат» (буд.194)[2].